# Czop żółty
Czop żółty,czop małopromienny (Zingel streber) — gatunek ryby z rodziny okoniowatych.

## Występowanie
W dorzeczu Dunaju, od Bawarii do delty oraz w dorzeczu Wardaru.
Żyje w rzekach podgórskich, w płytkiej wodzie o piaszczystym lub żwirowatym podłożu. Wymaga wysokiej zawartości tlenu w wodzie. Jest wrażliwy na zanieczyszczenia wody.

## Opis
Smukła, wrzecionowata ryba. Trzon ogona silnie wydłużony, cienki. Przednia część brzucha pozbawiona łusek.
Ubarwienie ciała od grzbiecie ciemnobrązowe lub ciemnoszare, boki żółtobrązowe. Na grzbiecie i bokach 4-5 wyraźnych ciemnych smug. Brzuch białawy.
Długość ciała od 12 do 18 cm, maksymalne 22 cm.

## Odżywianie
Aktywny głównie w nocy, żywi się bezkręgowcami wodnymi, ikrą i wylęgiem ryb.

## Rozród
Trze się w marcu i kwietniu. W tym czasie ciało zarówno samców jak i samic nabiera metalicznego połysku, a na głowie pojawia się wysypka tarłowa. Składanie ikry odbywa się na kamienistym podłożu w wartkim nurcie rzeki.